# Pięta człowieka
Pięta − w anatomii człowieka wypukłość z tyłu stopy, tworzona przez kość piętową. Jej kształt jest determinowany przez kości pięty, tłuszcz pokrywający i skórę.

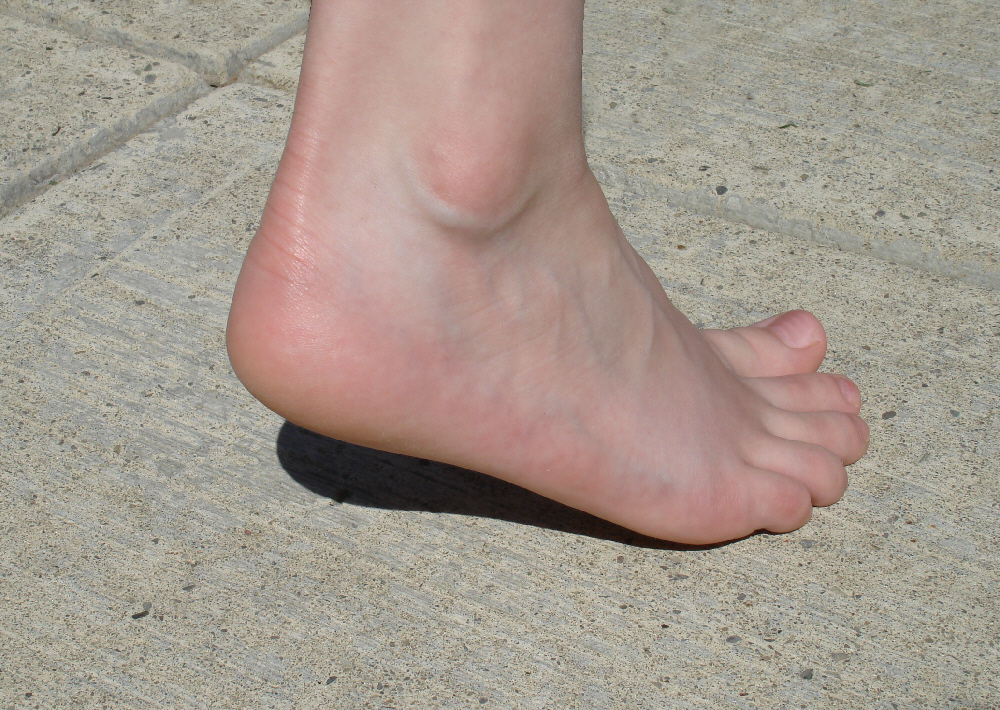
Pięta
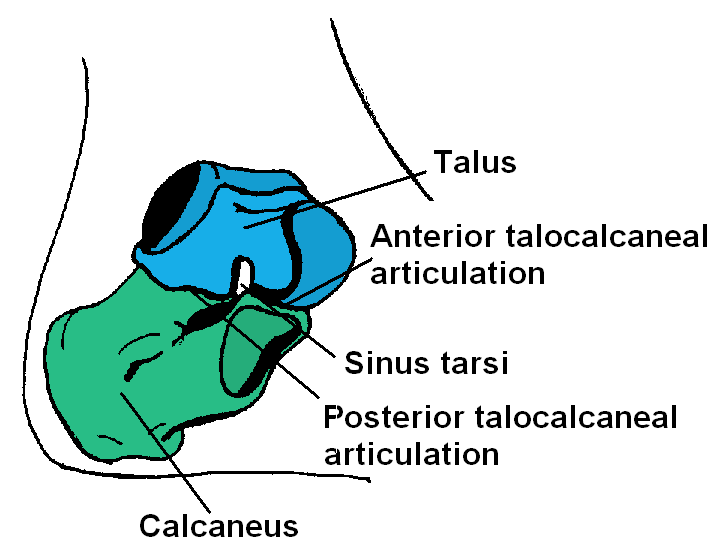
Układ kostny pięty